# Marionette, che passione!
Marionette, che passione! è un'opera teatrale di Pier Maria Rosso di San Secondo, tratta dalla novella Acquerugiola dello stesso autore. Scritta nel 1917, fu rappresentata per la prima volta al Teatro Manzoni di Milano il 4 marzo 1918 dalla compagnia di Virgilio Talli, con Maria Melato, Annibale Betrone ed Ettore Berti nei ruoli principali. Una versione televisiva del dramma andò in onda sul secondo canale della Rai il 30 maggio 1969, con la regia di Claudio Fino.
Il titolo vuol suggerire che i personaggi del dramma finiscono inconsapevolmente per comportarsi come marionette in preda alle passioni.

## Trama
Il dramma vero è proprio è preceduto da un Preludio in cui l'autore si rivolge al pubblico invitandolo a riflettere sullo squallore delle vite dei personaggi che vedranno poco dopo sulla scena. Segue poi una breve Avvertenza per gli attori, che spiega il titolo:
Nel primo atto, i tre protagonisti senza nome (indicati rispettivamente come "signora dalla volpe azzurra", "signore in grigio" e "signore in lutto") si ritrovano, in un uggioso pomeriggio domenicale, all'ufficio centrale dei telegrafi di Milano, ciascuno con l'intenzione di scrivere un telegramma. Il signore che si è vestito a lutto come per anticipare la dipartita della moglie, che in realtà è solo fuggita di casa, propone alla signora con la pelliccia di volpe azzurra di fingere di essere amanti, per aiutarlo a risorgere dalla sua condizione. La donna, che sta cercando anch'essa di sfuggire a un amante oppressivo, è sul punto di accettare, ma nella conversazione s'intromette il signore in grigio, che li mette in guardia dal fatto che il loro rapporto non sarebbe altro che un'illusione. Allora la signora, come riavutasi da uno stordimento, lascia precipitosamente l'ufficio, seguita poi dal suo improvvisato corteggiatore.
Si passa al secondo atto, in casa di una cantante amica della signora dalla volpe azzurra, già vista fuggevolmente in precedenza, che la sta ospitando temporaneamente. Il signore in grigio si palesa inaspettatamente con la scusa di restituire un guanto dimenticato all'ufficio, ma in realtà con l'intenzione d'inserirsi nel sistema di nuove conoscenze che si sta formando: dicendosi terribilmente infelice e disperato, corteggia esplicitamente la cantante, che si ritrova spiazzata e lo rifiuta; giungono poi la signora dalla volpa azzurra, ancora turbata, e quindi il signore in lutto, che vedendo insieme le sue due nuove conoscenze pensa che stiano complottando ai suoi danni. Il signore in grigio riesce poi a chiarire l'equivoco e a ricomporre una situazione di precaria armonia, cosicché i tre finiscono col recarsi a cena insieme, in attesa che la cantante ritorni dal teatro.
Il terzo atto è ambientato nel ristorante scelto per la cena. Il signore in grigio mette di cattivo umore i suoi commensali immaginando che al tavolo accanto, ancora vuoto, siedano le persone che tanto li hanno fatti soffrire d'amore, ma poi rasserena la situazione spiegando che in questo modo intende auspicare che ciascuno di loro ritrovi la felicità. Arriva però inaspettatamente Colui che non doveva giungere, ossia l'amante della signora dalla volpe azzurra, che porta via con sé la donna, la quale lo segue come se si trattasse di una cosa ineluttabile. Ciò getta nello sconforto i due signori rimasti; quello in grigio si avvelena e va a morire fuori dalla scena, come se avesse preso già da tempo tale decisione, mentre quello in lutto, all'arrivo della cantante, la implora di aiutarlo a vivere. Tuttavia la cantante, pensando al signore in grigio, ammette che avrebbe potuto amarlo.

## Critica
Il taglio sperimentale e di rottura con le convenzioni teatrali precedenti generò giudizi contrastanti. Fu negativo quello del giovane Antonio Gramsci, entusiasta quello di Luigi Pirandello, che commentò la prima edizione in volume, mentre Silvio D'Amico si disse perplesso. A distanza di decenni si è imposto come "uno dei drammi più importanti del cosiddetto "teatro grottesco" degli anni Dieci", che, memore dell'esperienza futurista, contribuì a svecchiare il panorama teatrale di quel periodo.

## Edizioni
- Pier Maria Rosso di San Secondo, Marionette, che passione!, Milano, Treves, 1918.
- Pier Maria Rosso di San Secondo, Marionette, che passione!, 6ª ed., Milano, Garzanti, 1940.
- Pier Maria Rosso di San Secondo, Marionette, che passione!, in Luigi Ferrante (a cura di), Teatro 1911-1925, introduzione di Francesco Flora, Bologna, Cappelli, 1962.
- Pier Maria Rosso di San Secondo, Marionette, che passione!, in Gino Tellini (a cura di), Teatro grottesco del Novecento, Milano, Mursia, 1965.
- Pier Maria Rosso di San Secondo, Marionette, che passione!, introduzione di Ruggero Jacobbi, Bologna, Ghisoni, 1972.